# Unai Osa
Unai Osa Ezaguirre (Deba, 12 giugno 1975) è un ex ciclista su strada spagnolo di origine basca.
Professionista dal 1997 al 2006, si classificò terzo al Giro d'Italia 2001.

## Carriera
Fratello minore di Aitor Osa, debuttò tra i professionisti nel 1997 con la Banesto di Eusebio Unzué. Negli anni successivi ebbe modo di dimostrare le sue doti di scalatore aggiudicandosi la Classique des Alpes, dieci giorni dopo essere salito sul podio dell'Euskal Bizikleta, e distinguendosi in competizioni quali il Critérium du Dauphiné Libéré ed il Tour de l'Avenir.
Balzò agli onori delle cronache grazie alle prestazioni nel Giro d'Italia 2001 che gli valsero il terzo posto finale nella competizione rosa, dietro a Gilberto Simoni e Abraham Olano. Negli anni successivi non ottenne risultati di rilievo, complici anche due fratture alla clavicola occorsegli nel 2004.
Nel 2006 passò alla Liberty Seguros-Würth, venendo tuttavia implicato nell'Operación Puerto. Per l'anno successivo si accordò con l'Astana, anche se prima dell'inizio della nuova stagione si ruppe nuovamente la clavicola, decidendo così di terminare la carriera.

## Palmarès
- 1995

Circuito de Pascuas
- 1996

Loinatz Proba
Memorial Valenciaga
- 1999

Classique des Alpes
Classifica generale Tour de l'Avenir

## Piazzamenti

### Grandi Giri
- Giro d'Italia

2000: ritirato
2001: 3º
2005: 16º
2006: 18º
- Tour de France

2002: 18º
- Vuelta a España

2000: 56º
2001: 22º
2003: 9º
2004: 21º
2005: 18º

### Classiche monumento
- Milano-Sanremo

2000: 68º
- Liegi-Bastogne-Liegi

1999: 41º
2000: 20º
2001: 41º
2002: 44º
- Giro di Lombardia

2004: 43º